# Carvalhal Miúdo
Carvalhal Miúdo, muitas vezes também escrito como Carvalhal-Miúdo, é uma povoação portuguesa situada a uma altitude média de 475m na Serra da Lousã, pertencente à freguesia de Góis, localizada no município com o mesmo nome e no Distrito de Coimbra. Dista 7,8 km da sede de concelho e de freguesia, a vila de Góis, e divide-se em quatro zonas: Cimo da Sebe, Ramalhuda, Cabeço e Fundo do Lugar. 

## História
Uma grande placa de sinalização surge, mais ou menos, a meio do trecho Góis (EN342) - Portela do Vento (EN112) da mítica Estrada Nacional n.º 2 (EN2) e indica para uma antiga estrada asfaltada quase inteiramente coberta por caruma e vegetação de um lado e do outro. Esta estrada, alcatroada pela primeira vez no final dos anos de 1980, desce serpenteando até à pequena localidade.
Onze anos depois de D. Manuel I (1469 - 1521) ter concedido carta de foral a Góis, no censo de 1527 realizado a pedido de D. João III (1502 - 1557), que daria origem ao primeiro cadastro nacional, finalizado cinco anos depois, em 1532, "Carualhall meudo" é mencionado como tendo duas habitações permanentes. Hoje em dia, a aldeia é composta por duas ruas (uma com muitos degraus e a outra estreita e pavimentada), pequenas casas de xisto, algumas restauradas, outras brancas e com alvenaria de grés vermelho em volta das janelas e portas, e algumas até com elementos em granito.
No entanto, no extremo da aldeia e junto ao antigo lavadouro público - construído pelos habitantes em 1956 -, encontra-se uma grande quinta em ruínas. Esta foi a residência da família mais abastada da região, os Neves. Eles possuíam vastas terras que cultivavam com milho, azeitonas e outros produtos agrícolas. A quinta tinha cavalos e bois, muitos criados, e os moradores da aldeia trabalhavam nas suas terras. A produção era tão abundante que até pessoas de outras aldeias vinham comprar diversos produtos agrícolas.
Uma estreita estrada de terra batida conduz ao rio Ceira, onde antigamente a povoação possuía o seu próprio moinho, num local conhecido como Porto Ribeiro, para moer o milho entretanto produzido. A farinha era usada, tanto para o consumo animal como para o consumo humano, com especial enfoque para as papas de milho e para a tradicional broa de milho, iguaria prolífera no concelho.
Atualmente, e depois de uma progressiva e intensa desertificação humana desde as décadas de 1940 e 1950 para o litoral ou para fora do país, resta pouco da antiga prosperidade da aldeia. Um incêndio florestal no concelho de Góis nos anos de 1990 destruiu parte das habitações da aldeia, muitas delas hoje transformadas em ruínas.
De acordo com a dissertação de mestrado "Processos de mudança, turismo e desenvolvimento rural: as Aldeias do Xisto do concelho de Góis e o papel da Lousitânea", da autoria de Luiz Rodolfo Simões Alves e realizada em 2013 na Universidade de Coimbra, Carvalhal Miúdo não tem qualquer residente permanente e um total de 10 casas habitáveis, a sua grande maioria ocupada em regime de alternância sazonal com outras habitações fora do concelho, principalmente durante o período do Verão, altura do ano em que a aldeia chega a ter entre 10 a 20 pessoas.
A 25 de janeiro de 2023, em reunião da Câmara Municipal de Góis, sob a presidência de Rui Sampaio, ficou decidido, após propostas de atribuição da Comissão de Toponímia, que Carvalhal Miúdo teria cinco topónimos: Calçada do Cimo da Sebe, Escadas da Saudade, Largo do Lavadouro, Rua Principal e Rua dos Sobreiros.

## Recursos naturais, fauna e flora
Segundo dados do INSAAR (Inventário Nacional de Sistemas de Abastecimento de Água e de Águas Residuais), datados de 2006, existe uma mina de água em Carvalhal Miúdo, cuja captação começou a partir de 1960, registada com o código 14010911. As águas são de origem subterrânea com um tipo de adução gravítica e um tipo de captação realizado em galeria de mina. Esta mina insere-se na Bacia Hidrográfica do Mondego e na Unidade Hidrogeológica do Maciço Antigo, ficando a cargo da Câmara Municipal de Góis a sua manutenção. Ainda de acordo com os mesmos dados do INSAAR, a mina serve entre 1 a 30 pessoas, conforme a altura do ano, com um volume de água anual captado estimado em 58,80 m3.
A fauna serrana é composta essencialmente por javalis, raposas e muitos outros animais, como aves e insetos de variadas espécies. Há relatos de avistamentos de veados e corços nas imediações da aldeia. Por seu turno, a flora é composta maioritariamente por eucaliptos, pinheiros, castanheiros, azinheiras, sobreiros e carvalhos, entre outros arbustos e plantas. Carvalhal Miúdo dista 5,4 km dos Penedos de Góis (1040m), o ponto mais alto do concelho de Góis.

### Trilhos para veículos de tração às quatro rodas que passam por Carvalhal Miúdo
- Trilho do Esporão à Cabreira - 13,95 km[14]
- Trilho Lousã-Comareira-Aigra Nova-Aigra Velha-Esporão-Carvalhal Miúdo-Góis - 29,88 km[15]
- Trilho da Lousã à Barragem do Cabril - 254,52 km[16]